# Nikolaj Ivanovič Šumakov
Nikolaj Ivanovič Šumakov (in russo Николай Иванович Шумаков?; Korkino, 1º aprile 1954) è un architetto russo.

## Biografia
Nato il 1 aprile 1954 a Korkino, nell'oblast' di Čeljabinsk, si è laureato all'Istituto di Architettura di Mosca nel 1977. Dal 2012 è il presidente dell'Unione degli Architetti di Mosca e dal 2016 presidente dell'Unione degli Architetti della Russia. È inoltre Accademico dell'Accademia Russa delle Arti e dell'Accademia Internazionale di Architettura. È architetto capo alla Metrogiprotrans, uno dei principali studi di progettazione russi, specializzato in stazioni della metropolitana e infrastrutture di trasporto.
È stato il progettista di diverse stazioni della metropolitana di Mosca, come Krasnogvardejskaja, Kon'kovo, Tëplyj Stan, Jasenevo, Bitcevskij Park, Savyolovskaya, Krylatskoe, Krest'janskaja Zastava, Zjablikovo, Borisovo, Sretenskij Bul'var, Park Pobedy e Vorob'ëvy gory, della Linea Butovskaja della metropolitana moscovita e della monorotaia di Mosca con le relative stazioni.

Ha progettato inoltre il ponte Živopisnyj sulla Moscova, il primo ponte strallato di Mosca, e il Terminal «А» dell'Aeroporto di Mosca-Vnukovo con la relativa stazione ferroviaria.
Per le sue opere architettoniche ha ricevuto numerosi premi, come il premio Auguste Perret per la tecnologia applicata all'architettura, ricevuto a Seul nel 2017.
Negli anni recenti ha inoltre tenuto diverse mostre di pittura sia in Russia che all'estero.